# Limenitis cinereus
Limenitis cinereus är en fjärilsart som beskrevs av Bang-haas 1937. Limenitis cinereus ingår i släktet Limenitis och familjen praktfjärilar. Inga underarter finns listade i Catalogue of Life.